# Шестиногі
Шестино́гі або комахоподі́бні (Hexapoda Latreille, 1825) — найчисельніший підтип типу членистоногі, який включає два класи: покритощелепні (Entognatha) та комахи (Insecta), вони ж відкритощелепні. Підтип характеризується наявністю, у приналежних до нього організмів трьох пар кінцівок, а також трьох відділів тіла: голови, грудей та черевця.